# Mario Ochoa
Mario Ochoa Gil fue un futbolista mexicano. Vistió las camisetas de Club Deportivo Marte y del Club América.

## Participaciones en Copas del Mundo
| Mundial                        | Sede   | Resultado    |
| ------------------------------ | ------ | ------------ |
| Copa Mundial de Fútbol de 1950 | Brasil | Primera Fase |
| Copa Mundial de Fútbol de 1954 | Suiza  | Primera Fase |